# Josef Albers
Josef Albers (Bottrop, Alemania, 19 de marzo de 1888-New Haven, Estados Unidos, 25 de marzo de 1976) fue un artista y profesor alemán cuyo trabajo, tanto en Europa como en los Estados Unidos, creó la base de algunos de los programas de educación artística más influyentes del siglo XX. Su esposa fue la también artista Anni Albers.

## Biografía

### Estudios y primeros trabajos
Albers nació en Bottrop, Westfalia. Desde 1901 hasta 1905 estudió en la universidad de magisterio de Büren y luego enseñó como profesor de escuela primaria. En 1908 vio por primera vez las obras de Paul Cézanne y Henri Matisse en Museo Folkwang en Essen. Inspirado por Piet Mondrian en 1913 pintó su primer cuadro abstracto.
Albers estudió arte en la Real Escuela de Arte en Berlín de 1913 a 1915, y en la Escuela de Arte en Essen de 1916 a 1919; después estudió en la Academia de las Artes de Prusia con Franz von Stuck y de 1919 a 1920 en el Academia de Bellas Artes en Múnich hasta que en 1920 entró en la Escuela de la Bauhaus en Weimar (a partir de 1925 en Dessau, de 1932 a 1933 en Berlín). Comenzó a enseñar en el Departamento de Diseño en 1923 y fue ascendido a profesor en 1925, el mismo año en que la Bauhaus se mudó a Dessau. Su trabajo en este momento incluía el diseño de muebles y de trabajo con el vidrio. En esa época se casó con Anni Albers que era entonces una estudiante de la Bauhaus.

### Vida en Estados Unidos
Con la clausura de la Bauhaus bajo la presión nazi en 1933, Albers emigró a los Estados Unidos y se incorporó a la facultad de Black Mountain College (Carolina del Norte), encargándose del programa de arte hasta 1949, siendo varios los latinoamericanos que se formaron en esta escuela, destacando la alumna cubano-mexicana Clara Porset.
Entre sus alumnos más importantes en esta institución, están John Cage, Robert Rauschenberg, Cy Twombly, Ray Johnson, Susan Weil, Donald Judd y Merce Cunningham. De 1934 a 1936 fue miembro del grupo de artistas de París: Abstracción-Creación
En 1935, viajó, con su mujer, por primera vez a Cuba y México, y quedaron muy impresionados por la arquitectura y su influencia fue duradera. Asimismo, conocieron al arquitecto Luis Barragán y su obra.
De 1950 a 1958, Albers dirigió el Departamento de Diseño de la Universidad de Yale, en New Haven (Connecticut), donde, entre otras cosas, enseñó a Richard Anuszkiewicz, Eva Hesse y Richard Serra. En 1953 regresó como profesor invitado a la Escuela de Diseño de Ulm, Alemania. En 1962, como becario de la Universidad de Yale, recibió una subvención de la Graham Foundation para una exposición y conferencia sobre su trabajo.
Tras jubilarse en Yale en 1958, Albers continuó viviendo y trabajando en New Haven con su esposa, la artista textil Anni Albers, hasta el día de su fallecimiento.

## Estilo y evolución de su obra
Consumado diseñador, fotógrafo, tipógrafo y poeta, Albers es principalmente recordado como pintor abstracto. Favoreció un acercamiento muy disciplinado a la composición y publicó varios libros y artículos sobre la teoría de la forma y el color, así como realizó diversas obras pictóricas en este sentido. Las más conocidas quizás sean sus rigurosas series Homenaje al cuadrado, que empezó en 1949, donde explora las interacciones cromáticas entre cuadrados de distintos colores organizados concéntricamente en el lienzo. Sus teorías sobre el arte y su enseñanza fueron de gran valor formativo para la siguiente generación de artistas.
El trabajo de Albers representa una transición entre el arte europeo tradicional y el arte estadounidense. Su trabajo incorpora las influencias europeas de los constructivistas y el movimiento Bauhaus, y su intensidad y la pequeñez de escala son típicamente europeos. Sin embargo, su influencia se redujo fuertemente en los artistas americanos de la década de 1950 y 1960.
Albers experimentó con una gran cantidad de efectos de colores, formas, líneas y áreas entre sí, con la subjetividad de la percepción visual: Sólo las apariencias no engañan. Con sus dibujos sobre la base de las ilusiones ópticas, fue junto a Victor Vasarely fundador del Op-art. En este contexto, sus series más famosas son parte deHomenaje al cuadrado, En “Homenaje al cuadrado intentó explorar la interacción del color en un formato regular dado. Y demostró por si hiciera falta, que el color es un fenómeno completamente relativo; los colores se cambian constantemente según su yuxtaposición y relación con otros colores. "Un mismo tono puede parecer diferente cuando se coloca sobre diferentes fondos, y diferentes colores pueden parecer casi iguales cuando se asocian a distintos fondos. Es así que un mismo color permite innumerables lecturas". Por lo tanto, Albers es también uno de los representantes de Hard edge.
Albers también colaboró con el arquitecto y profesor de Yale Rey-lui Wu en la creación de diseños decorativos para algunos de los proyectos de Wu. Entre estas se encuentran las chimeneas geométricas distintivo de las casas de Rouse (1954) y DuPont (1959), la fachada de la Sociedad del Manuscrito, uno de los sociedades secretas de Yale (1962), y un diseño para la Iglesia Bautista Bethel (1973). Además, en este tiempo trabajó en su constelación de piezas estructurales. En 1963 publicó Interacción del Color que presentaba su teoría de que los colores se rigen por una lógica interna y engañosa. También durante este tiempo, creó la cubierta abstracta del álbum del director de orquesta Enoch Light de la compañía discográfica Command Lp Records.
Sus obras más conocidas son:
- 1920-1 Vidrieras de colores para la Casa Sommerfeld.
- 1924 "Parque" Galería Tate, Londres.
- 1942 episodio de Grafische Tektonik Museo de Josef Albers Quadrat, Bottrop.
- Hacia 1950, la serie Homenaje al cuadrado Museo de Josef Albers Quadrat, Bottrop.

## Instituciones
Josef Albers participó en la Documenta celebrada en los años 1955 y 1968 en Kassel. En 1970 se convirtió en ciudadano honorario de su ciudad natal de Bottrop, a la que más tarde donó una gran parte de sus bienes con los que se estableció el Museo de Josef Albers Quadrat.
En 1971 (casi cinco años antes de su muerte), fundó la Fundación Josef Albers y Anni Albers, una organización sin ánimo de lucro que esperaba que fuera "la revelación y la evocación de la visión a través del arte". Hoy en día, esta organización no sólo sirve como la oficina de bienes tanto de Josef Albers y su esposa, Anni Albers, sino que también realiza exposiciones y publicaciones centradas en las obras de Albers. El edificio oficial de la Fundación está ubicado en Bethany, Connecticut e "incluye una central de investigación y un centro de almacenamiento de archivos para dar cabida a las colecciones de arte de la Fundación, biblioteca y archivos, y oficinas, así como estudios de residencia para artistas visitantes."
El representante de derechos de autor de EE. UU. para la Fundación Josef y Anni Albers es la Artists Rights Society. El director ejecutivo de la fundación es Nicholas Fox Weber, autor de catorce libros.